# Phlebocalymna
Phlebocalymna là một chi thực vật có hoa trong họ Cardiopteridaceae.

## Loài
Chi Phlebocalymna gồm các loài: